# Vrije Universiteit Amsterdam

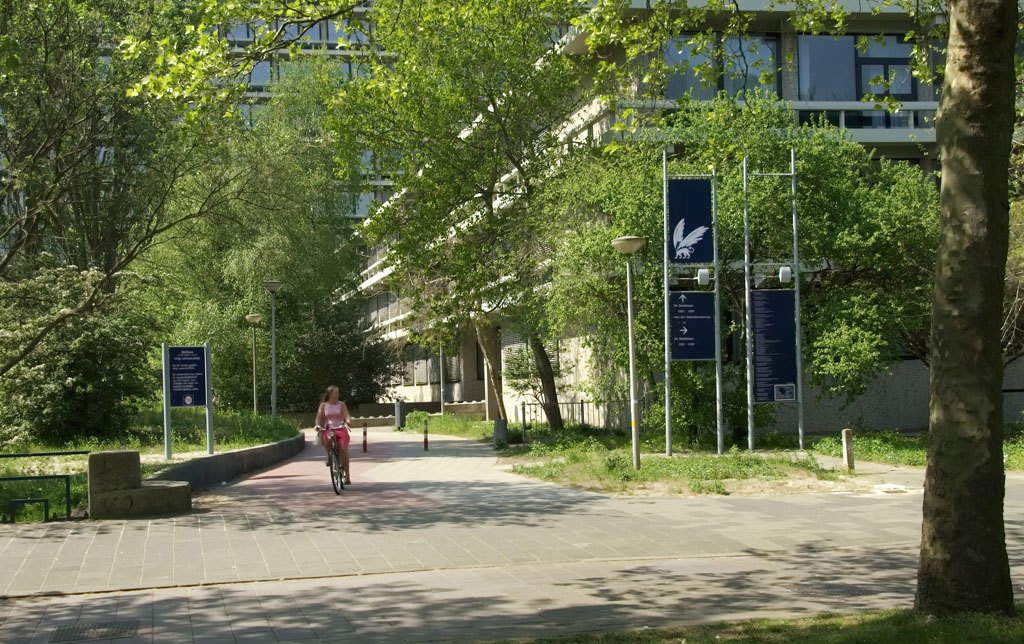
Osteingang

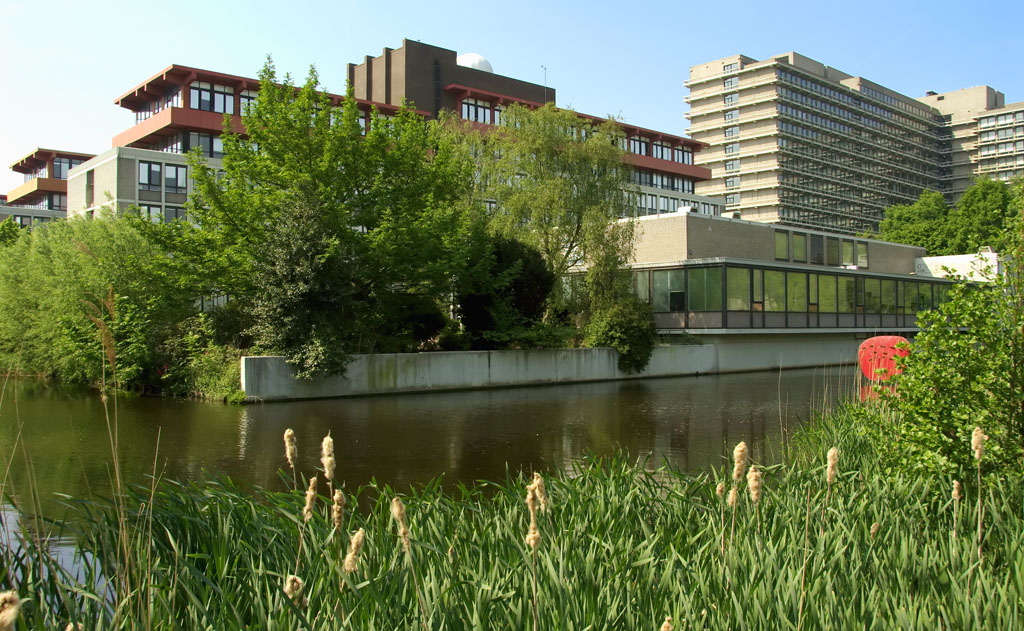

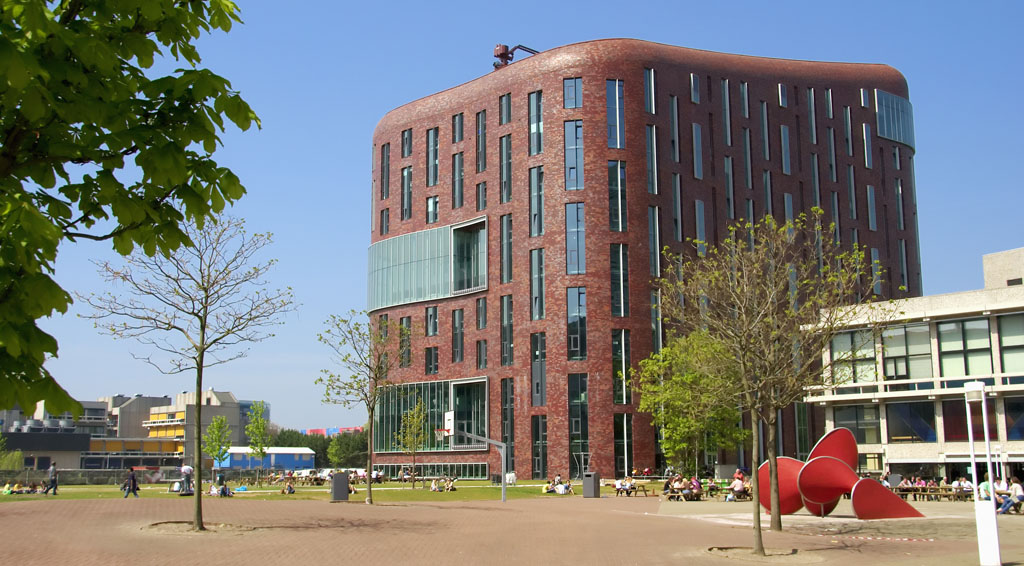
Rode-Pieper-Haus

Die Vrije Universiteit Amsterdam, abgekürzt VU Amsterdam; lateinisch Universitas Libera (Reformata Amstelodamensis), deutsch etwa: „Freie Universität Amsterdam“, ist eine Stiftungsuniversität in der niederländischen Hauptstadt Amsterdam. 
Sie wurde am 20. Oktober 1880 in Amsterdam von strenggläubigen Calvinisten unter der Leitung von Abraham Kuyper (dem damaligen Leiter der Anti-Revolutionären Partei) mit der Absicht gegründet, eine Hochschule zu schaffen, die frei von Einflussnahme durch Staat und Kirche und allein an das Wort Gottes gebunden sei. Das Wort „frei“ im Namen hat also eine andere Bedeutung als das „frei“ im Namen der Freien Universität Berlin. Die Vrije Universiteit Amsterdam ist neben der Universiteit van Amsterdam eine von zwei Universitäten in der niederländischen Hauptstadt. Trägerin der VU ist die gleichnamige Stiftung. Sie gehört zum System des bijzonder onderwijs in den Niederlanden – Bildungseinrichtungen, die zwar (zumindest teilweise) vom Staat finanziert werden, aber in ihrer konfessionellen oder weltanschaulichen Ausrichtung autonom sind.

## Religiöse Ausrichtung
Der Gründer der Vrije Universiteit, Abraham Kuyper, war der Anführer einer strenggläubigen Erneuerungsbewegung im niederländischen Calvinismus, die sich 1886 von der staatsnahen und theologisch liberaleren Niederländisch-reformierten Kirche (Nederlandse Hervormde Kerk) abspaltete. Gemäß Kuypers Konzept der soevereiniteit in eigen kring („Souveränität in der eigenen Sphäre“) gehörte die VU bis in die 1970er Jahre hinein zur protestantischen „Säule“ der niederländischen Gesellschaft, die eng mit den neocalvinistischen Gereformeerde Kerken in Nederland verbunden war und zu der eigene Bildungs-, Sozial- und Freizeiteinrichtungen, Studenten-, Gewerkschafts- und Arbeitgeberverbände, Medien sowie die politische Partei ARP gehörten.
Bis in die 1960er-Jahre nahm die Universität nur reformierte Christen auf, dann öffnete sie sich für Studenten anderer Konfessionen oder Religionslose. Finanzierte sie sich vor 1970 ausschließlich aus privaten Spenden und Stiftungen, nimmt sie seither staatliche Finanzierung in Anspruch, die paritätisch zu den Universitäten in staatlicher Trägerschaft erfolgt. Nach der Auflösung der „Versäulung“ erhielt die Universität einen eher allgemein-christlichen Charakter. 
Die Verbundenheit mit christlichen Werten drückt sich auch im Motto der Universität, gewoon bijzonder („einfach besonders“), andeutungsweise aus. Es ist eine „einfache“ (normale) Universität, an der Forschung und Lehre betrieben werden, aber auch eine „besondere“ durch ihren starken gesellschaftlichen und weltanschaulichen Fokus. Unter anderem dadurch hat die Universität auch einen relativ hohen Anteil muslimischer Studenten, für die auch ein eigener Gebetsraum eingerichtet wurde. Zudem bot die VU die erste Imamausbildung der Niederlande an. Wegen des hohen Ausländeranteils bekam die Universität den Ruf, ein Hort der „gesellschaftlichen Vielfalt“ zu sein.

## Verbindungen zu China
2022 wurde bekannt, dass das Cross Cultural Human Rights Center (CCHRC) der Universität von 2018 bis 2021 jährlich zwischen 250.000 und 300.000 Euro von der Universität für Politikwissenschaft und Recht Südwestchinas bekam. Somit war die Universität in Chongqing einziger Geldgeber für das Center. In dieser Zeit wurden über das Cross Cultural Human Rights Center der Universität Artikel und Vorträge verfasst, die Menschenrechtsverletzungen wie zum Beispiel die Umerziehungslager in Xinjiang leugneten. Alle Artikel und Videokurse wurden nach medialem Bekanntwerden von der Homepage gelöscht und ein Statement veröffentlicht.

## Fakultäten
Die Universität bietet 145 Studiengänge und hat neun Fakultäten:
- Fakultät für Medizin (ehemals VU medisch centrum, nach dem Zusammenschluss mit Academic Medical Center Amsterdam UMC[9])
- Fakultät für Zahnheilkunde
- Fakultät für Verhaltens- und Bewegungswissenschaften
- Fakultät für Betawissenschaften (Bètawetenschappen, Exakte Wissenschaften)
- Fakultät für Rechtswissenschaften
- Fakultät für Wirtschaftswissenschaften (School of Business and Economics[10])
- Fakultät für Sozialwissenschaften
- Fakultät für Theologie
- Fakultät für Geisteswissenschaften

## Bekannte Absolventen
- Pieter Sjoerds Gerbrandy (1885–1961), niederländischer Politiker (ARP); 1910 Abschluss in Jura, 1911 Dr. iur.
- André Donner (1918–1992), niederländischer Jurist; 1939 Abschluss in Jura, 1941 Dr. iur.
- Barend Biesheuvel (1920–2001), niederländischer Politiker (ARP); 1945 doctorandus in Rechtswissenschaft
- Carolyne Van Vliet (1929–2016), niederländisch-amerikanische Physikerin und Hochschullehrerin; 1949 kandidaats, 1953 doctorandus, 1956 Dr.
- Jan A. Aertsen (1938–2016), niederländischer Philosophiehistoriker; 1982 Dr. phil.
- R. C. Sproul (1939–2017), US-amerikanischer reformierter Theologe; 1969 doctorandus
- Wim Deetman (* 1945), niederländischer Politiker (CDA); 1972 doctorandus in Politikwissenschaft
- Geert Mak (* 1946), niederländischer Journalist, Publizist und Sachbuchautor; studierte Jura und Soziologie
- Elco Brinkman (* 1948), niederländischer Politiker (CDA); 1972 doctorandus in Politikwissenschaft, 1974 in Staatsrecht
- Piet Hein Donner (* 1948), niederländischer Politiker (CDA); 1974 Abschluss in Jura
- Pim Fortuyn (1948–2002), niederländischer Politiker (LN, LPF); 1971 doctorandus in Soziologie
- Gerrit Zalm (* 1952), niederländischer Politiker (VVD); 1975 doctorandus in Volkswirtschaftslehre
- Eberhard van der Laan (1955–2017), niederländischer Politiker (PvdA); 1983 Abschluss in Jura
- Jan Peter Balkenende (* 1956), niederländischer Politiker (CDA); 1980 doctorandus in Geschichte, 1982 in Jura
- Friso Wielenga (* 1956), niederländischer Historiker; 1984 Abschluss in Geschichte und Politik, 1989 Dr.
- Bert Koenders (* 1958), niederländischer Politiker (PvdA); 1983 Abschluss in Politik- und Sozialwissenschaften (Internationale Beziehungen und Wirtschaft)
- André Rouvoet (* 1962), niederländischer Politiker (CU); 1986 doctorandus in Rechts- und Staatsphilosophie
- Wouter Bos (* 1963), niederländischer Politiker (PvdA); 1988 doctorandus in Wirtschafts- und Politikwissenschaft
- Linda de Mol (* 1964), niederländische Showmasterin und Schauspielerin; Jurastudium
- Wouter Jurgens (* 1971), niederländischer Diplomat, Botschafter in Myanmar; 1996 Master in Wirtschaftswissenschaften
- Dilan Yeşilgöz-Zegerius (* 1977), niederländische Politikerin (VVD); 2003 doctorandus in Kultur, Organisation und Management

## Lehrkräfte (Auswahl)
- Abraham Kuyper (1837–1920), Professor für Theologie ab 1880
- Pieter Sjoerds Gerbrandy (1885–1961), Professor für Handelsrecht, Zivilprozessrecht und Konkursrecht 1930–1939
- Jelle Zijlstra (1918–2001), Professor für Wirtschaftswissenschaften 1948–1952
- Horst Lademacher (* 1931), Professor für Neuere und Neueste Geschichte 1972–1979
- Hans Daiber (1942–2024), Professor für Arabisch und Islamwissenschaft 1977–1995
- Hilarion Petzold (* 1944), Professor für Psychologie, Klinische Bewegungstherapie und Psychomotorik 1979–2004
- Peter Koslowski (1952–2012), Professor für Philosophie ab 2004
- Ronald Plasterk (* 1957), außerordentlicher Professor für molekulare Mikrobiologie 1993–2003
- Ruud Koopmans (* 1961), Professor für Soziologie 2003–2010
- Fernando Enns (* 1964), Professor für Theologie seit 2011
- Johannes Drerup (* 1981), Professor für Bildungswissenschaften seit 2019